# Brooke Langton
Brooke Langton (* 27. November 1970 in Arizona) ist eine US-amerikanische Schauspielerin.

## Leben und Leistungen
Langtons Vater war ein Geologe, ihre Mutter eine Krankenschwester. Langton wuchs in Texas auf und studierte Meeresbiologie an der San Diego State University. Anschließend studierte sie in Los Angeles bei Larry Moss Schauspielkunst.
Langton debütierte 1992 in den Fernsehserien Freshman Dorm und Beverly Hills, 90210. Im Thriller Night Talk – Tödliches Liebesgeflüster (1996) übernahm sie die Hauptrolle. Bekannt machte sie die Rolle von Samantha Reilly Campbell in der Fernsehserie Melrose Place, die sie von 1996 bis 1998 spielte. In der Folgezeit spielte sie die weibliche Hauptrolle in der Fernsehserie Das Netz, basierend auf dem gleichnamigen Kinofilm Das Netz mit Sandra Bullock.
In der Komödie Helden aus der zweiten Reihe (2000) spielte Langton die Rolle der Annabelle Farrell, die eine Beziehung mit Shane Falco (Keanu Reeves) eingeht. In der Komödie Kiss the Bride (2002) spielte sie neben Amanda Detmer, Sean Patrick Flanery und Alyssa Milano eine der größeren Rollen.

## Filmografie (Auswahl)
- 1992: Beverly Hills, 90210 (Fernsehserie, 1 Episode)
- 1992: Baywatch – Die Rettungsschwimmer von Malibu (Baywatch, Fernsehserie, 2 Episoden)
- 1994: Tödliche Geschwindigkeit (Terminal Velocity)
- 1995: Venice Beach Girls (Beach House)
- 1996: Night Talk – Tödliches Liebesgeflüster (Listen)
- 1996–1998: Melrose Place (Fernsehserie, 68 Episoden)
- 1998: Reach the Rock
- 1998–1999: Das Netz – Todesfalle Internet (The Net, Fernsehserie, 22 Episoden)
- 2000: Playing Mona Lisa
- 2000: Helden aus der zweiten Reihe (The Replacements)
- 2002: Kiss the Bride
- 2005: Partner(s)
- 2006: Die Bankdrücker (The Benchwarmers)
- 2006: Monk (Fernsehserie, Episode 4x15)
- 2007: Die Fährte des Grauens (Primeval)
- 2007–2008: Life (Fernsehserie, 9 Episoden)
- 2013: Bones – Die Knochenjägerin (Bones, Fernsehserie, Episode 8x15)
- 2013: Supernatural (Fernsehserie, Episode 8x16)
- 2013: The Glades (Fernsehserie, Episode 4x04)
- 2014: K-9 Adventures: Legend of the Lost Gold
- 2015: The Debt (Oliver’s Deal)
- 2015: Impact Earth
- 2015: Are You My Daughter? (Stolen Dreams, Fernsehfilm)
- 2015: Satisfaction (Fernsehserie, 2 Episoden)
- 2017: Killer App
- 2017: Auf der Suche nach dem Weihnachtsmann (Saving Christmas, Fernsehfilm)
- 2018: Shifting Gears
- 2018: The Good Cop (Fernsehserie, Episode 1x09)
- 2018: Soul Sessions
- 2018: The Last Ship (Fernsehserie, 5 Episoden)
- 2019: The Passage (Fernsehserie, 1 Episode)